# Моррисон, Гарет
Гарет Моррисон (англ. Gareth Morrison, 6 декабря 1981 года Эдинбург, Шотландия, Великобритания) — шотландский актёр, продюсер и сценарист. Известен по ролям студента в телесериале «Таггерт» и снайпера Потровского в фильме «Адский бункер: Восстание спецназа».

## Биография
Родился в Эдинбурге. Окончил Пертскую среднюю школу.
Карьеру актёра начал в 2003 году, сыграв свою дебютную роль в фильме «Планировщик» режиссёра Джона Стриклэнда. На телевидении Моррисон впервые появился спустя два года в эпизоде «Право на убийство» сериала «Таггерт».
На протяжении карьеры сыграл более чем в 20 фильмах и телесериалах.

### Личная жизнь
Женат, имеет дочь и сына.

## Фильмография
| Год  |     | Русское название                  | Оригинальное название                      | Роль                    |
| ---- | --- | --------------------------------- | ------------------------------------------ | ----------------------- |
| 2003 | ф   | —                                 | The Planman                                | официант                |
| 2003 | ф   | —                                 | Solid Air                                  | игрок                   |
| 2005 | с   | Таггерт                           | Taggart                                    | протестующий студент    |
| 2008 | ф   | —                                 | Don't Look at Me (I'm Ugly in the Morning) | Кит                     |
| 2009 | док | —                                 | The Princess and the Gangster              | трансвестит             |
| 2009 | с   | —                                 | Nina and the Neurons Go Inventing          | актёр скетчей           |
| 2012 | ф   | Адский бункер: Чёрное солнце      | Outpost: Black Sun                         | зомби-нацист            |
| 2013 | тф  | —                                 | The Crash                                  | полицейский             |
| 2013 | ф   | Адский бункер: Восстание спецназа | Outpost: Rise of the Spetsnaz              | Потровский / берсерк Мо |
| 2014 | ф   |                                   | Skeletons                                  | Том                     |
| 2015 | ф   | —                                 | Time Teens: The Beginning                  | Куинт                   |
| 2015 | ф   | —                                 | The Daniel Connection                      | Луберт                  |
| 2015 | ф   | —                                 | Swung                                      | Литерман                |
| 2016 | кор | —                                 | Torn                                       | бойфренд                |
| 2016 | ф   | Честь Томми                       | Tommy’s Honour                             | местный житель          |
| 2017 | ф   | —                                 | Night Kaleidoscope                         | отец Фиона              |
| 2017 | кор | —                                 | Exodus 21:24                               | Бен                     |
| 2017 | кор | —                                 | Sweet Revenge                              | мистер Бэнкс            |
| 2018 | ф   | —                                 | Train Set                                  | Кит                     |
| 2018 | кор | —                                 | My Loneliness Is Killing Me                | Нейтан                  |
| 2018 | ф   | —                                 | A Christmas Carol                          | помощник пекаря         |
| 2018 | кор | —                                 | The Box                                    | водитель                |
| 2019 | кор | —                                 | A Date with Barry                          | Барри 4                 |